# Casa Barral (Igualada)
La Casa Barral és una obra modernista de Igualada (Anoia) inclosa a l'Inventari del Patrimoni Arquitectònic de Catalunya.

## Descripció
Casal situat junt a les que foren les antigues muralles romanes de la ciutat. Conserva unes característiques molt urbanes de l'arquitectura rural catalana. Destaca la construcció feta amb aplacat de falsa pedra i la incorporació, a petita escala, de totxo vermell i pedra com a motius de decoració principalment a les motllures de les finestres. Aquestes es troben en el primer pis amb un arc fals escalonat, al segon descansen uns lleugers arcs escarsers i al tercer i últim pis tornem a trobar-los els mateixos de la primera planta.